# Adam Pawłowski (kasztelan biechowski)

Herb Wierzbna

Adam Kazimierz Pawłowski herbu Wierzbna (ur. ok. 1680, zm. 4 października 1744) – kasztelan biechowski.

## Rodzina
Syn Mikołaja (zm. 1688) i Teresy Tarnowskiej (zm. 1679). Rodzeństwo Adama było liczne (5 sióstr i 3 braci): Siostry: Marianna (1650–1700) – żona Andrzeja Dzierzbińskiego, Teresa Elżbieta (1650–1690), Agnieszka Zuzanna (1673–1700), Krystyna (1680–1730) – żona Jana Wojciecha Cieleckiego i Barbara (1674–1720). Bracia: Jan Franciszek (1660–1710), Feliks Aleksander (1671–1720) i Teofil (1680–1728).
Poślubił Franciszkę Trąmpczyńską w 1693 roku. Z małżeństwa urodziła się 12 dzieci. Do szczególnego znaczenia doszli: Józef (1698–1759), biskup sufragan poznański, Elżbieta, która poślubiła Aleksandra Bielińskiego (zm. 1735), kasztelana lędzkiego i syn Michał został ojcem Antoniny Brygidy Pawłowskiej, żony Jakuba Komorowskiego i matki Gertrudy (żony Stanisława Szczęsnego Potockiego).

## Pełnione urzędy
Był rotmistrzem powiatu pyzdrskiego i elektorem z województwa kaliskiego na sejm (1733).
Początkowo tytułowany od 12 września 1708, następnie nominowany na kasztelana biechowskiego 14 kwietnia 1710 roku. Urząd ten pełnił do śmierci. 10 lipca 1737 roku podpisał we Wschowie konkordat ze Stolicą Apostolską.